# Jaskinia nad Piargiem
Jaskinia nad Piargiem – jaskinia w Dolinie Miętusiej w Tatrach Zachodnich. Wejście do niej znajduje się w Wielkiej Świstówce, u podnóża północno-zachodniej ściany Ratusza Mułowego, poniżej otworu Jaskini pod Dachem, na wysokości 1448 metrów n.p.m. Długość jaskini wynosi 22 metry, a jej deniwelacja 9 metrów.

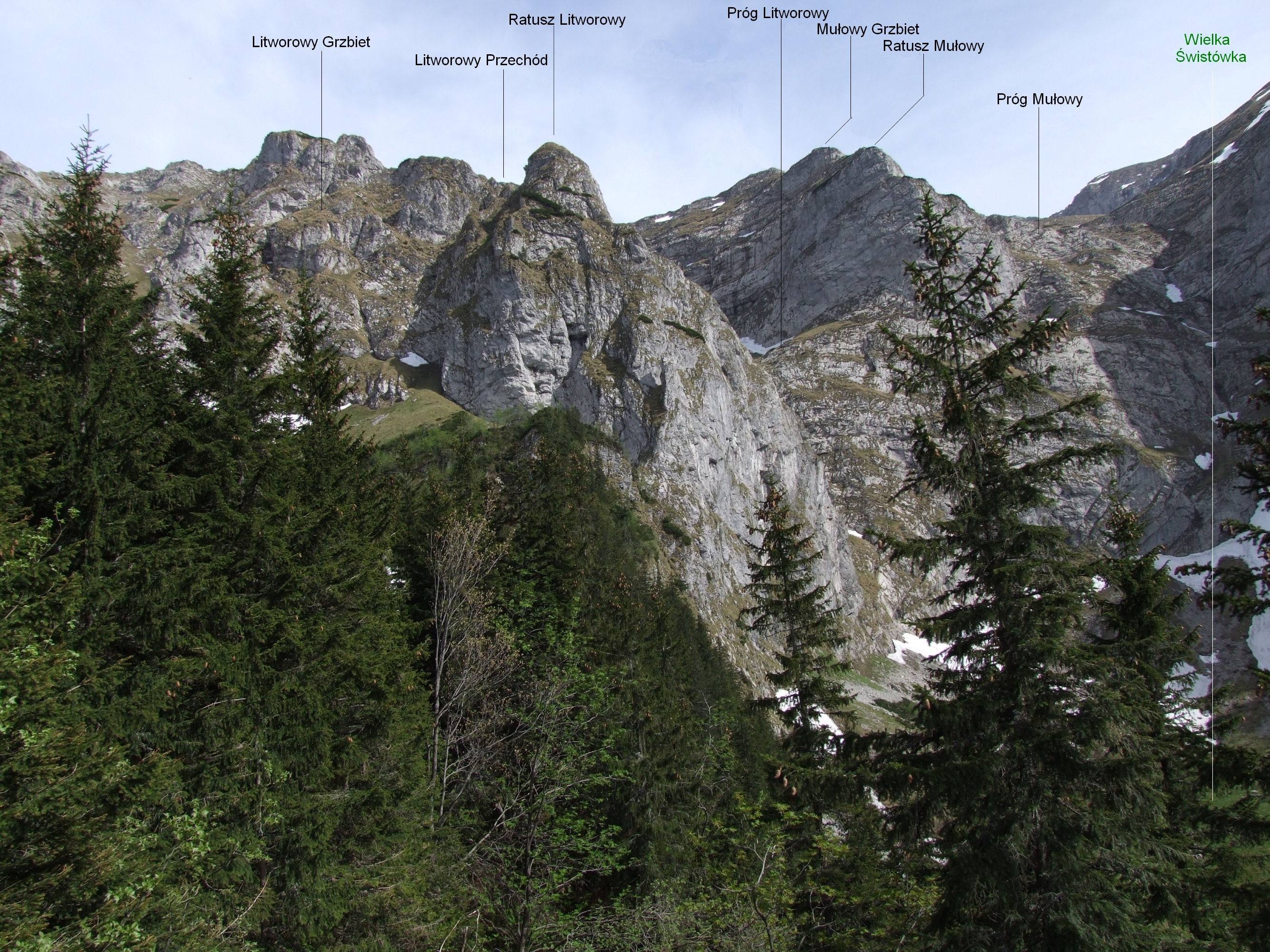
Otoczenie Wielkiej Świstówki

## Opis jaskini
Jaskinią jest bardzo wąski, idący prosto w górę, korytarzyk, który kończy się ciasnym, kilkumetrowym kominkiem.

## Przyroda
W jaskini nie ma roślinności. W głąb sięgają tylko porosty.

## Historia odkryć
Jaskinia była prawdopodobnie znana od dawna.
11 lipca 1979 roku, podczas inwentaryzacji jaskiń tatrzańskich, jej dokumentację sporządziła I. Luty przy współpracy T. Ostrowskiego.